# Klubi Sportiv Korabi Peshkopi

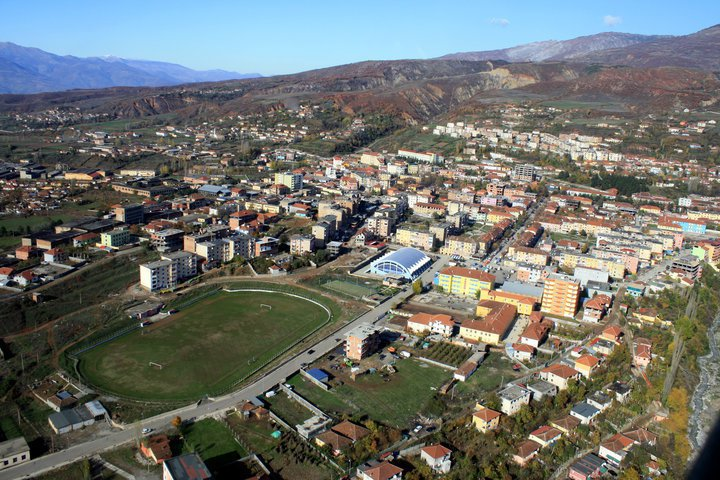
El Korabi Stadium

El KS Korabi es un equipo de fútbol de Albania que juega en la Kategoria e Parë, la segunda liga de fútbol más importante del país.

## Historia
Fue fundado en el año 1930 en la ciudad de Peshkopi con el nombre Bashkimi Dibran Peshkopi, aunque el club había desaparecido en 1944, fue refundado un año más tarde como SS Korabi y cuenta con más de 60 miembros en su organización.
El club jugó por primera vez en la Kategoria Superiore en 1963, aunque ese mismo año fue su despedida también de la máxima categoría y el 10 de mayo de 2015 el club retorna a la Kategoria e Parë tras 53 años de ausencia luego de vencer 3-0 al KS Albpetrol.

## Palmarés
- Kategoria e Parë Grupo A: 2

1961, 2015/16
- Kategoria e Dytë Grupo A: 4

1956, 1977/78, 1982/83, 2014/15